# Ežerėlis
Ežerėlis è una città della Lituania, situata nella contea di Kaunas.